# 维尼奥 (上加龙省)
维尼奥（法語：Vignaux）是法国上加龙省的一个市镇，属于图卢兹区（Toulouse）卡杜尔县（Cadours）。该市镇总面积4.04平方公里，2009年时的人口为120人。

## 人口
维尼奥人口变化图示